# Veículo oficial

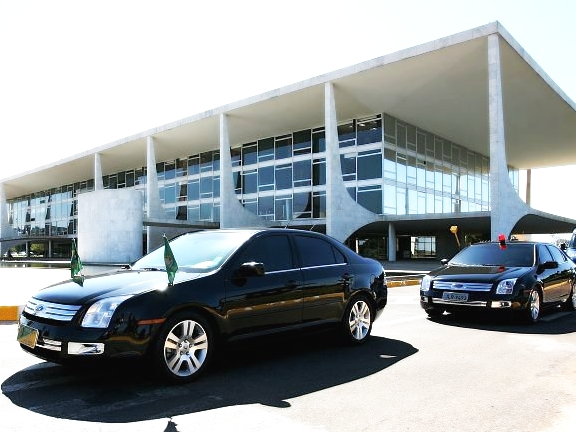
O Ford Fusion Presidencial utilizado pelo Presidente do Brasil.

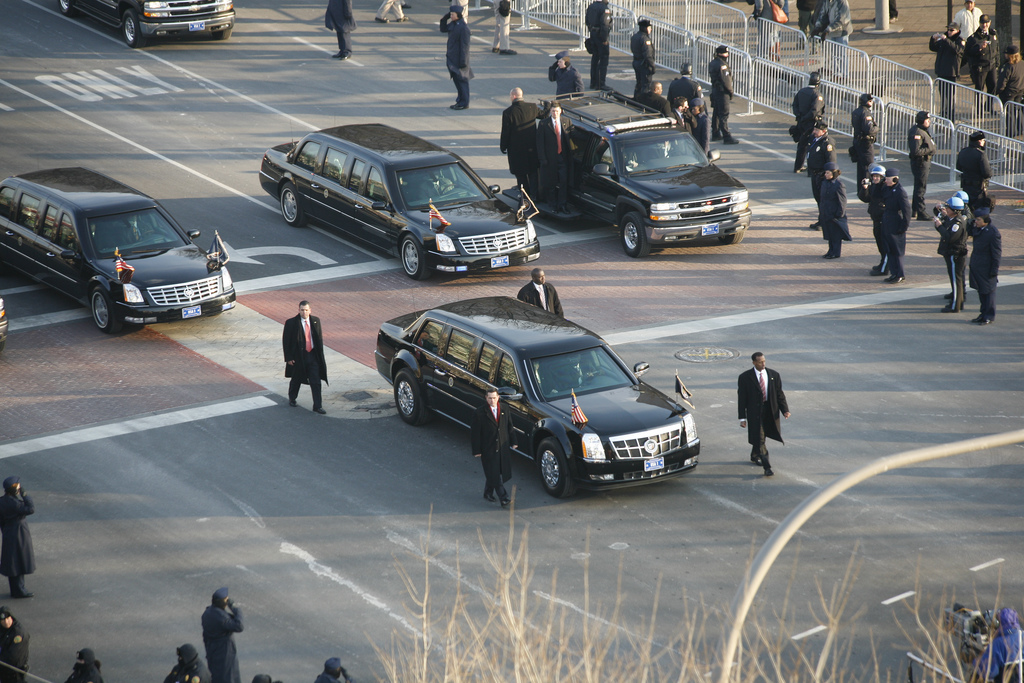
O atual Cadillac do Presidente dos Estados Unidos durante a posse de Barack Obama.

Veículo Oficial de Estado ou Veículo Oficial é o automóvel que serve ao Chefe de Estado durante suas viagens ou somente no cotidiano. Geralmente os carros oficias são modelos de luxo ou carros executivos modificados para acomodar melhor os passageiros, visto da importância que eles exercem na sociedade.

## América do Norte

### Canadá
- Lincoln Town Car (Governador-geral)
- Lincoln MKS (Governador-geral)
- Cadillac DTS (Primeiro-ministro)

### Estados Unidos
- Cadillac One (Presidente e Primeira Família)[1]

### México
- Chevrolet Suburban

## América Central

### Jamaica
- Mercedes-Benz S600 (presidente)
- Mercedes-Benz C300 (primeiro-ministro)

### Panamá
- Toyota Land Cruiser 200 (Presidente)
- Lincoln Navigator (vice-presidente)

### Nicarágua
- Mercedes-Benz Classe G

## América do Sul

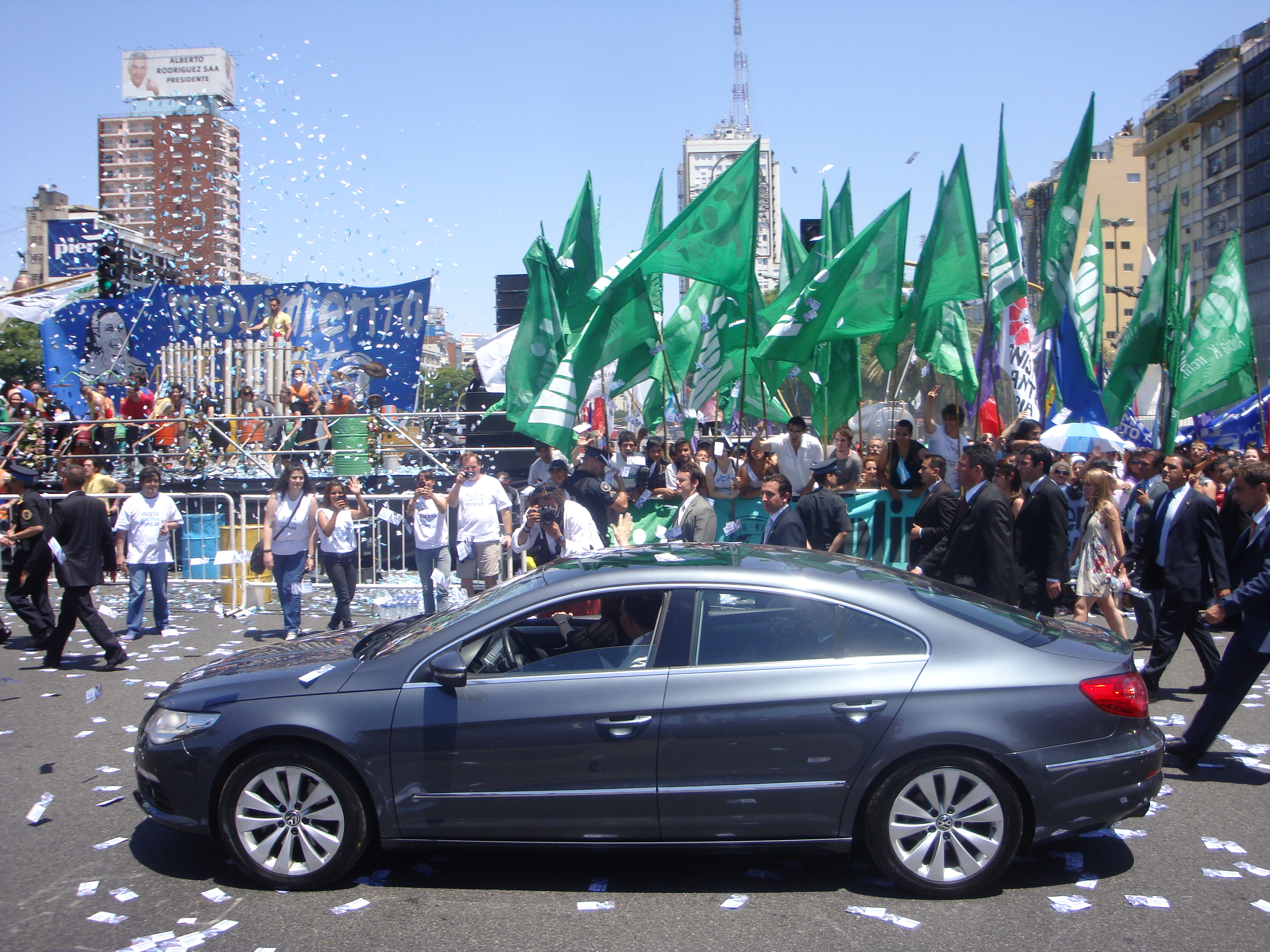
O Carro Presidencial argentino, 2011.

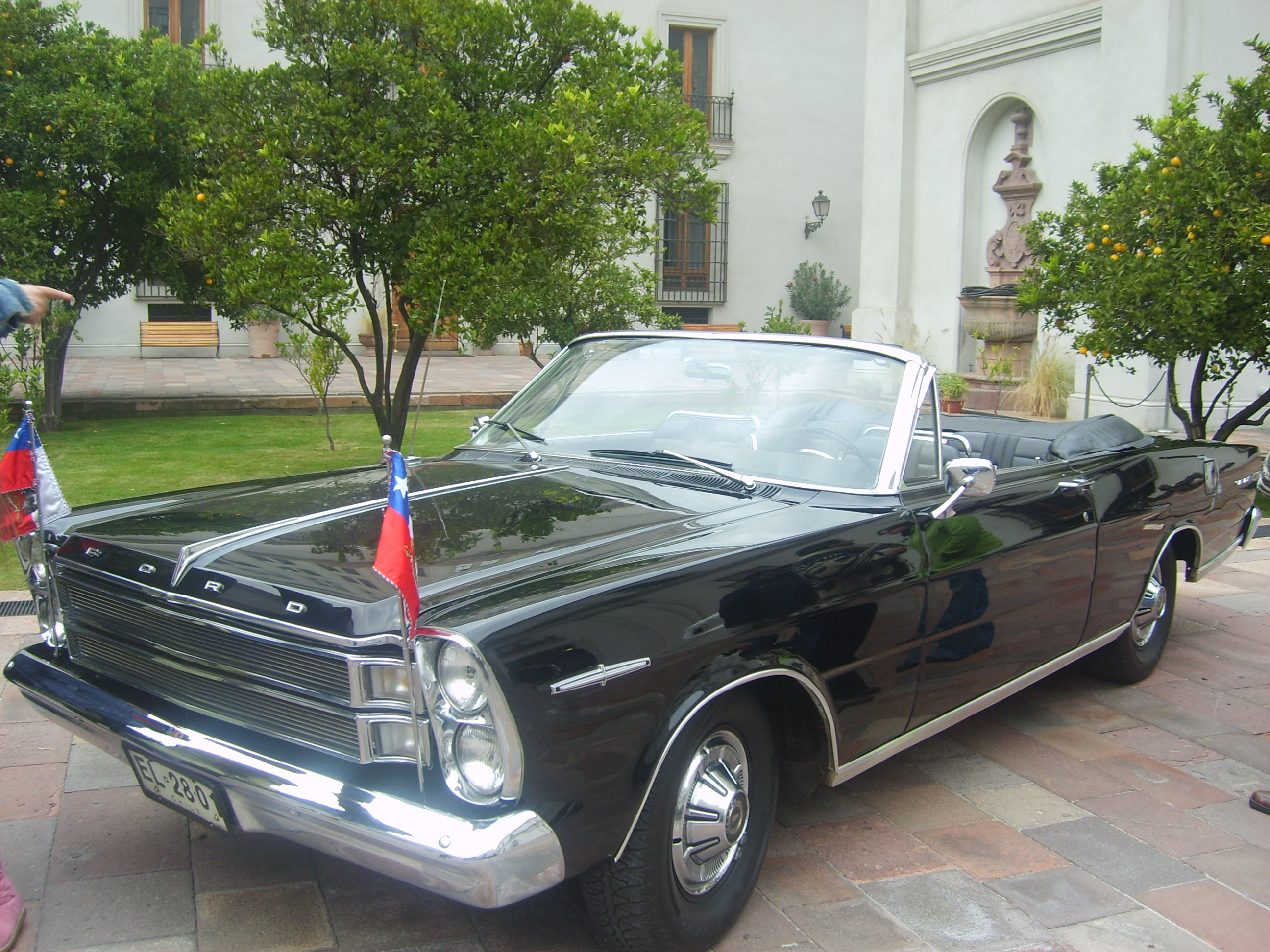
Ford Galaxie XL, da Presidência do Chile.

### Argentina
- Audi A8 (Presidente)[2]

### Brasil
- Rolls-Royce Silver Wraith (cerimônias oficiais);
- Mitsubishi Outlander[3]
- Ford Fusion[4]
- Ford Edge (frota)[5]

### Chile
- Lexus LS 600

### Equador
- Lincoln Town Car (oficial)
- Toyota Land Cruiser 200 (frota)

### Uruguai
- Chevrolet Vectra (oficial)
- Volkswagen Fusca 87 (utilizado pelo atual Presidente)[6][7]

### Venezuela
- Samand Centauro adapatado (Presidente)
- Bentley Continental Flying Spur (frota)[8]

## Ásia

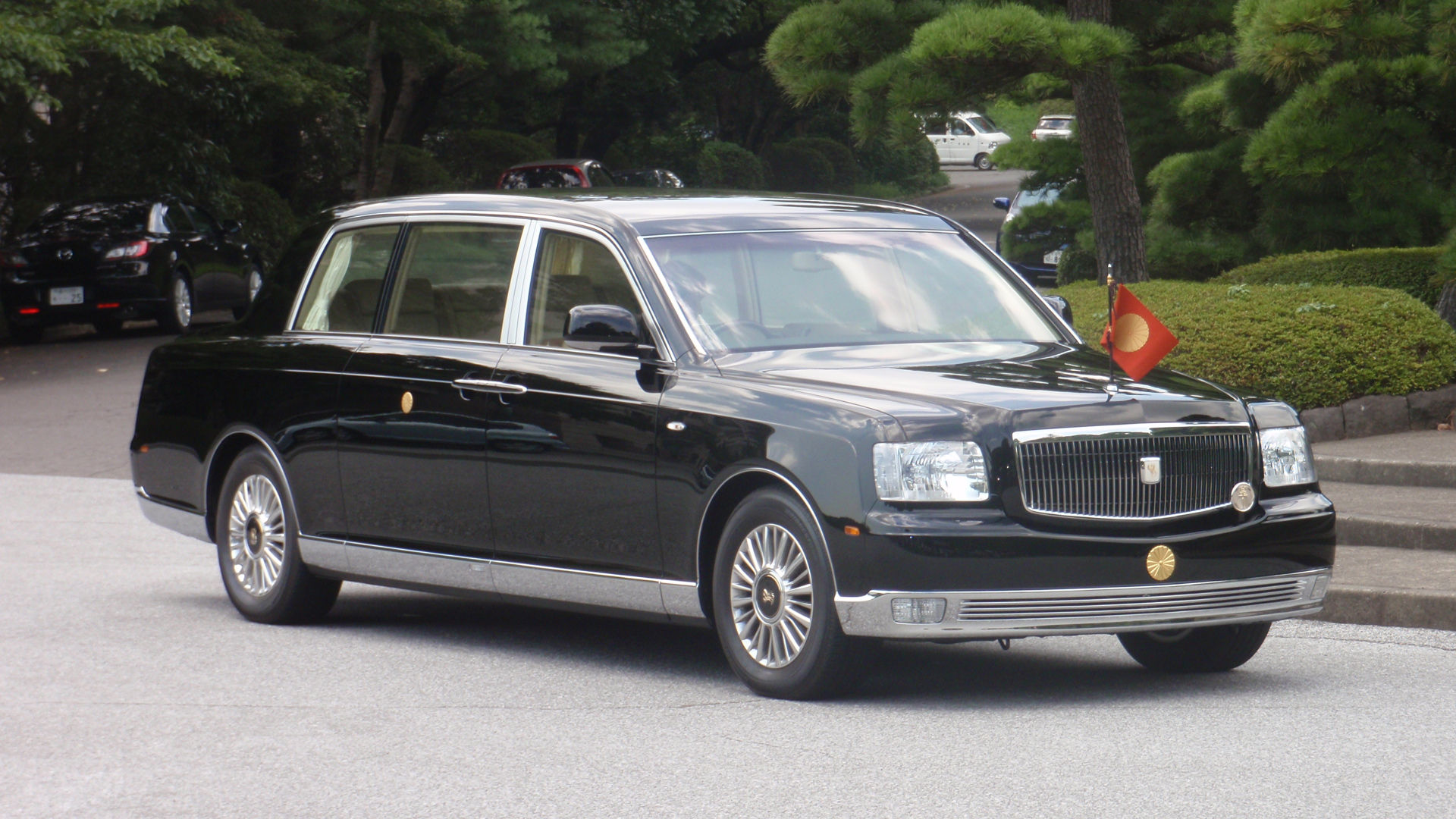
Limousine Imperial do Japão.

### Afeganistão
- Toyota Land Cruiser (Presidente)

### Azerbaijão
- Maybach 62 (Presidente)

### Bangladesh
- Mercedes-Benz Classe S (Presidente)

### Butão
- Range Rover

### Brunei
- Rolls-Royce Phantom VI (oficial)

### Camboja
- Mercedes-Benz Classe S

### China
- Hongqi HQE

### Coreia do Sul
- Hyundai Equus VL500

### Índia
- Mercedes-Benz Classe S (Presidente)
- Land Rover Range Rover (Primeiro-ministro)

### Indonésia
- Mercedes-Benz Classe S (Presidente)

### Japão
- Toyota Century Royal (Família imperial)[9]

## Europa

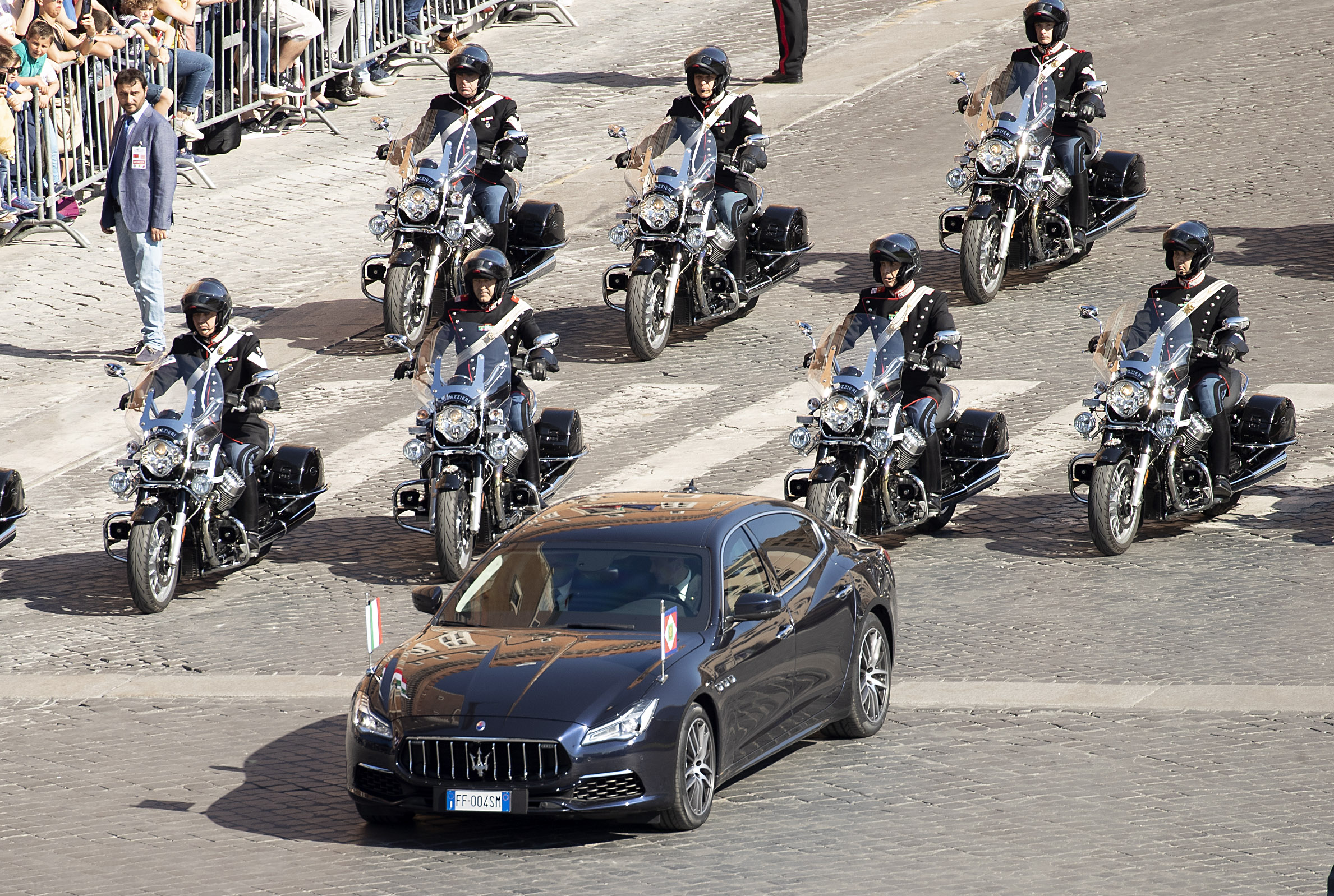
Maserati Quattroporte VI, Carro Presidencial italiano.

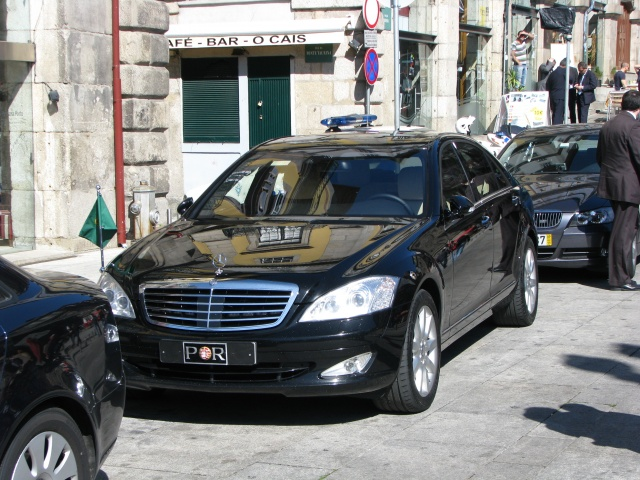
Uma Mercedes S600 da frota presidencial portuguesa na cidade do Porto.

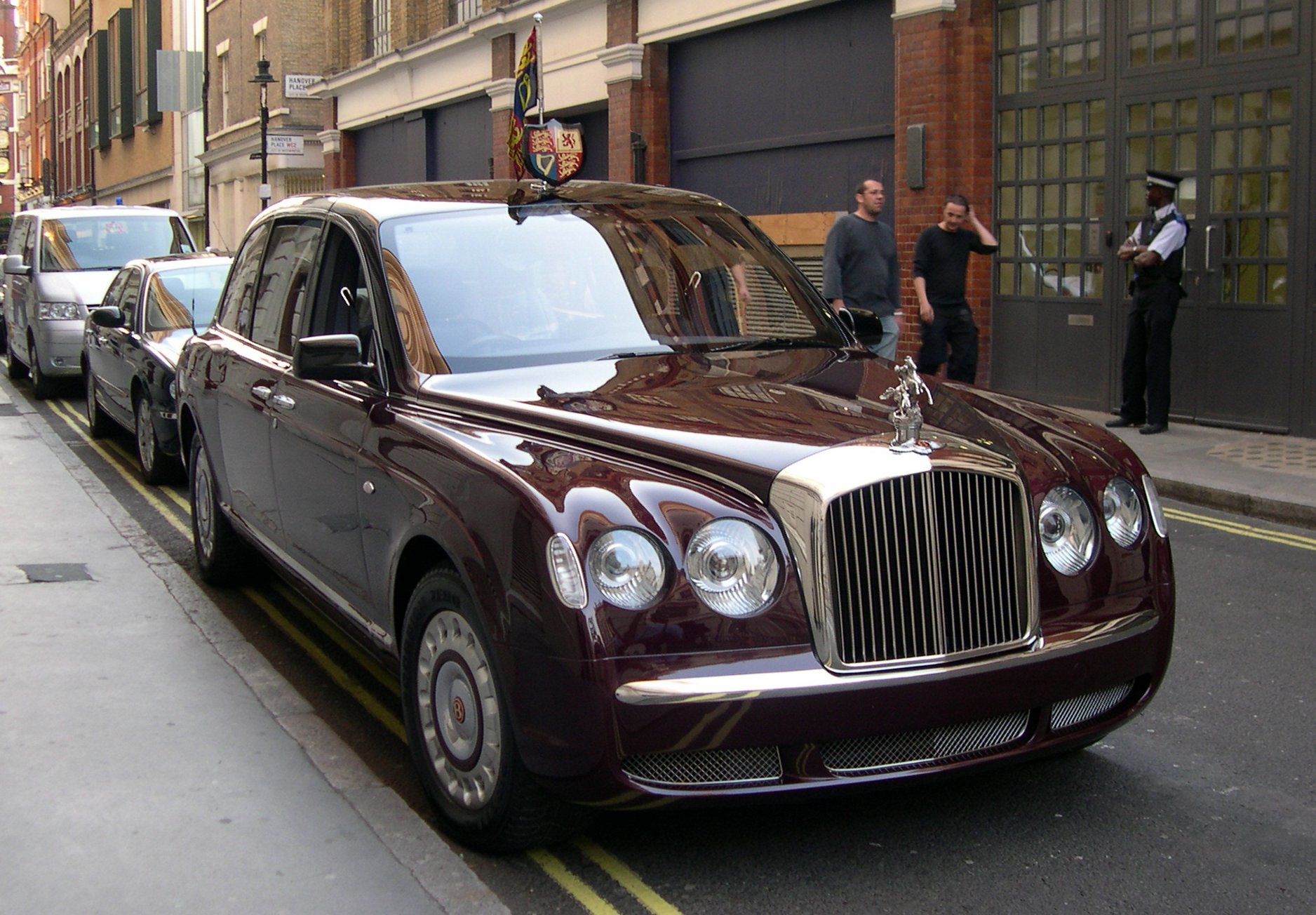
Bentley State Limousine, que transporta a Monarquia britânica.

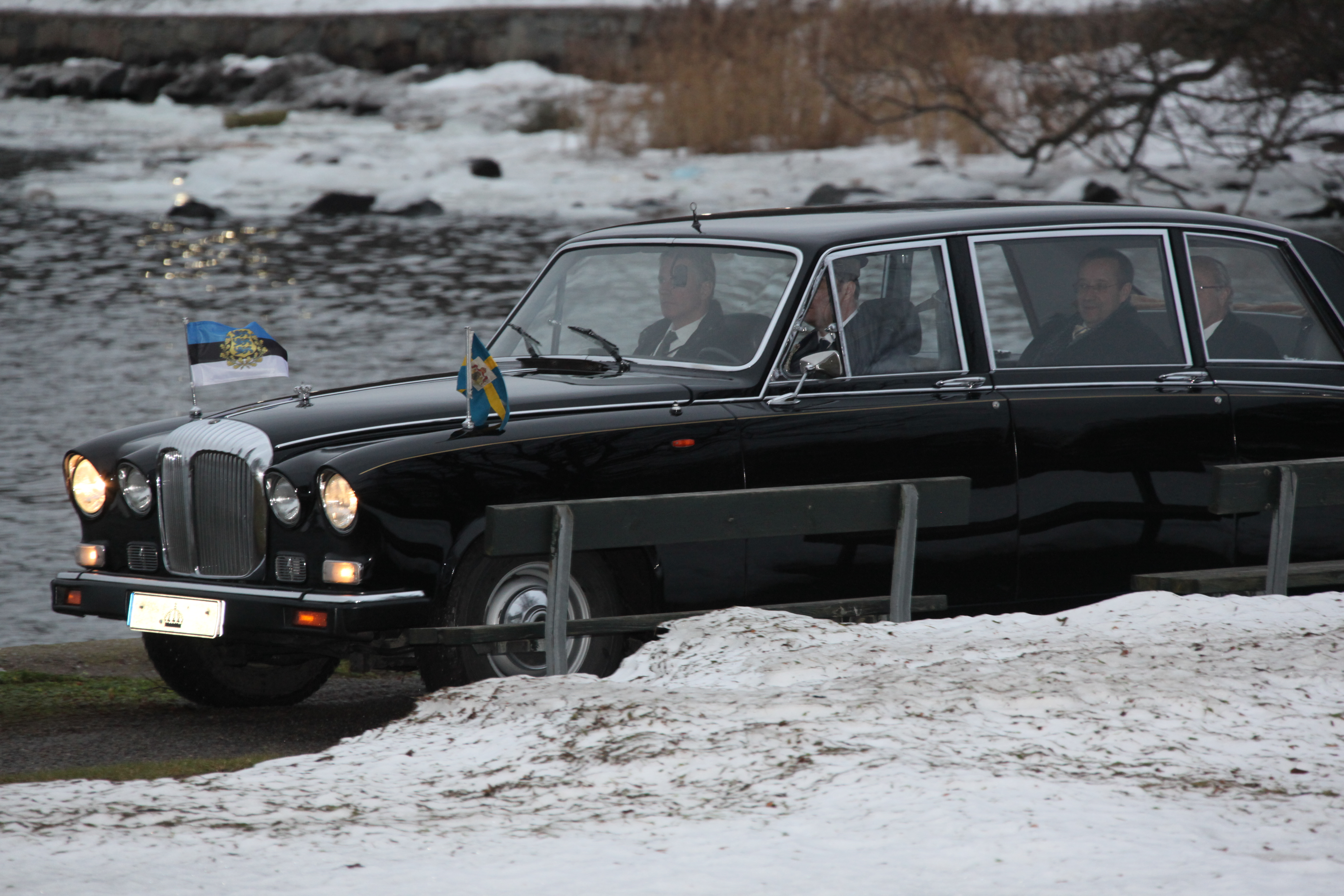
Limousine Daimler DS420 transportando o Rei da Suécia, 2011.

### Dinamarca
- Rolls-Royce Silver Wraith (Rainha)[10]
- Lexus LS (XF40) (Rainha)
- Daimler DS420
- Bentley Mulsanne (Família Real)
- Audi A8 (Primeiro-ministro)

### Espanha
- Maybach 57 S (Rei Juan Carlos)[11]
- Mercedes Benz S600 (Família real)
- Audi A8L (primeiro-ministro)

### Itália
- Maserati Quattroporte VI (Presidente)
- Lancia Thesis Stola S85 (Presidente)[12]
- Lancia Flaminia Presidenziale (cerimônias especiais)

### Luxemburgo
- Audi A8
- Daimler DS420
- Bentley Mulsanne

### Mônaco
- Lexus LS 600h L Landaulet

### Noruega
- Audi A8L Extended (Harold V)
- BMW Série 7 (família real)
- Cadillac DeVille (Família real)
- BMW 750Li (Primeiro-ministro)

### Portugal
- Mercedes-Benz Classe E250 CDI BlueEFFICIENCY (Presidente da República)
- BMW 750Li (Presidente da Assembleia da República)
- Mercedes-Benz Classe S350 BlueTEC AT Longo (Primeiro-ministro)
- Volkswagen Phaeton 5.0 V10 TDI (Primeiro-ministro)
- Nissan Leaf (Primeiro-ministro)

### Reino Unido
- Bentley State Limousine (Rei e Rainha Consorte)[13][14]
- Land Rover Sentinel (Primeiro-ministro)[15]

### Rússia
O Presidente da Rússia é geralmente visto em uma limusine blindada Mercedes-Benz Classe S. O primeiro modelo foi uma variante da W140, comprado por Boris Yeltsin, e foi recentemente substituído por um modelo W221. A comitiva presidencial geralmente é escoltada por motociclistas batedores da polícia e uma série de veículos de apoio, incluindo, o Mercedes Classe G, a Mercedes Classe E, e modelos padrão Mercedes Classe S, BMW Série 5 e Volkswagen Caravelle.
Generais e oficiais das Forças Armadas dirigem Volgas com melhores motores e outras alterações técnicas.
Na URSS, o Secretário-Geral do Partido Comunista era sempre conduzido em um ZIL-41047, escoltado por modelos Chaika. Duas das limusines Zil ainda são mantidas na garagem do Kremlin e vistas ocasionalmente em uso nos desfiles militares no Dia da Vitória.

### Suécia
- BMW E65/E66 (Família real)

### Vaticano
- Papamóvel[16]
- Sede gestatória (extinto)